# Juan Landázuri Ricketts
Juan Landázuri Ricketts OFM, de nombre secular Guillermo Eduardo Landázuri Ricketts (Arequipa, 19 de diciembre de 1913-Lima, 16 de enero de 1997) fue un eclesiástico católico peruano, miembro de la orden Franciscana.

## Biografía

### Primeros años
Guillermo Eduardo Landázuri Ricketts nació el 19 de diciembre de 1913, en la ciudad peruana de Arequipa. Hijo de la familia católica, conformada por Gustavo Landázuri Villagra y María Rosa Ricketts Murga.

### Formación
Realizó su formación primaria en el Colegio de los Sagrados Corazones, de su pueblo natal; y la secundaria en el Colegio Arévalo (donde tuvo como maestro al futuro cardenal Guevara) y en el Colegio Nacional de la Independencia Americana; estos dos en Arequipa.
Ingresó a la Universidad Nacional de San Agustín para estudiar Derecho, cursando el primer año de Letras. Mas abandonó sus estudios para seguir su vocación religiosa.
Realizó estudios eclesiásticos en el Convento Franciscano de Ocopa (Región Junín).
Viajó a Roma (1946-1949), donde se doctoró en Derecho Canónico, por la Pontificia Universidad Antonianum, con la mención suma cum laude; y con la tesis: "De aleniatione bonorum Religiosorum".

### Vida religiosa
En 1932, ingresó en la Orden de Frailes Menores, de la provincia misionera de San Francisco Solano; también cambió su nombre por el de Juan.
Su ordenación sacerdotal fue el 16 de abril de 1939, a manos del obispo Francisco Irazola OFM.
De 1939 a 1943, fue profesor de derecho canónico y teología pastoral en los colegios franciscanos de su provincia, así como predicador popular en distintas ciudades y pueblos de la región. Fue secretario de la Delegación General de su orden, constituida a raíz de la Segunda Guerra Mundial (1943-1946).
En 1943 fue nombrado por el arzobispo de Lima Juan Gualberto Guevara, asistente eclesiástico de la Unión Nacional de Estudiantes Católicos: (UNEC); por su cargo viajó a Estados Unidos y a varios países de Europa. 
Fue miembro de la facultad del Seminario Teológico Franciscano de Ocopa, y maestro de novicios (1949-1950). 
También fue ministro y provincial de la provincia misionera de San Francisco Solano (1950-1951). En el capítulo general de la orden, celebrado en Asís en 1951, fue elegido definidor general para América Latina; se fue a residir a Roma; nombrado miembro de la comisión para la redacción delactas del capítulo general; de la comisión para la redacción de las constituciones generales de la orden; y de la comisión para la redacción de "Acta Ordinis Fratrum Minorum"; cargo que ocupó hasta 1952.

### Episcopado
El 18 de mayo de 1952, el papa Pío XII lo nombró arzobispo titular de Roina y arzobispo coadjutor Sedi datus de Lima. Fue consagrado el 24 de agosto del mismo año, en la Catedral de Lima, a manos del cardenal-arzobispo Juan Gualberto Guevara.
Fue nombrado vicario general de Lima. En noviembre del mismo año, con el fallecimiento del cardenal Guevara, la sede quedó vacante, y por la cual fue nombrado vicario capitular.
El 2 de mayo de 1955, el papa Pío XII lo nombró arzobispo de Lima; con este primado del Perú.

"Aunque hace algunos días sabía que el Santo Padre me había nominado para ocupar el trono de Santo Toribio, de acuerdo con el secreto en que se mantienen estos nombramientos, no puse en conocimiento de nadie mi nominación, incluso, ni en el de mi señora madre, a quien le di la noticia esta mañana."
Juan Landázuri R.

El 28 del mismo mes, tomó posesión de su cargo.
En 1956 creó la Misión de Lima, para el auxilio de las barriadas marginales, así como la Oficina Nacional de Educación Católica; posteriormente cedió la organización a Cáritas del Perú y de Lima. En 1959, convocó y presidió el XVII Sínodo Arquidiocesano de Lima, que contiene una valiosa documentación histórica. 

### Cardenalato
El 19 de marzo de 1962 fue creado Cardenal, con el título presbiteral de Santa María de Aracoeli, desde entonces formó parte del Colegio Cardenalicio participando del Concilio Vaticano II  al lado del Papa Juan XXIII. Fue Presidente de la Conferencia Episcopal Peruana y también Vicepresidente de la II Conferencia del Episcopado Latinoamericano en Medellín – Colombia. En los últimos años de labores ha fundado más de cincuenta parroquias.

### Modelo de buen pastor
El domingo 26 de enero de 1990, Monseñor Augusto Vargas Alzamora, asume el cargo de Arzobispo de Lima y Primado del Perú reemplazando de esta manera en el cargo al Cardenal Landázuri. Fue también asesor y consejero espiritual de Monseñor Augusto, siempre dispuesto a colaborar y apoyar en las diversas misiones, muy a pesar de su avanzada edad y de su desgastada salud. Ha sido condecorado con la Gran Cruz de la Orden del Sol del Perú, también con la Gran Cruz de San Raymundo de Peñafort de España, al igual la Medalla de Oro de Arequipa, entre otras tantas distinciones. El Cardenal Juan Landázuri Ricketts, quien fuera Arzobispo Emérito de Lima y Presidente Honorario Vitalicio de la Conferencia Episcopal Peruana, falleció víctima del cáncer el jueves 16 de enero del año 1997. Sus restos descansan, tal como fue su deseo, en la Catedral de Lima, en la cripta de los arzobispos.

### Trabajo episcopal
Durante su gobierno episcopal se concluyó la edificación, construcción del Seminario Conciliar de Santo Toribio de Mogrovejo ubicado en la Avenida Sucre 1200 en el Distrito de Pueblo Libre. Proyectó la formación de Decanatos, como un programa de coordinación con un vicario pastoral.
Se erigieron más de cincuenta parroquias, contando con el apoyo y el asesoramiento de congregaciones religiosas y de sacerdotes extranjeros venidos al Perú. Bendijo el edificio "El Nazareno", sede institucional de la Hermandad del Señor de los Milagros de Nazarenas. Asimsimo en 1981 apadrino y bendijo el Edificio de la Sede Institucional de la Hermandad del Señor del Santuario de Santa Catalina "El Cristo del Papa". Fue así mismo quien corona en Año de 1988 a la Imagen de la Santísima Virgen del Carmen de Lima, y eleva la Iglesia del Carmen al Rango de Santuario Mariano y Arquidioscesano, primero en hacerlo en la Ciudad de Lima. Cabe destacar que es la Primera Imagen carmelita en ser coronada por el más alto rango que da la Iglesia católica.
Recibió las dos visitas apostólicas de Su Santidad Juan Pablo II al Perú, la primera del 1 al 5 de febrero de 1985 y la segunda del 14 al 16 de mayo de 1988. 
Su residencia ubicada en la Calle Luis Espejo 1064, en el Distrito de La Victoria, Lima, sirve de moderna sede del Archivo Arzobispal de Lima.